# Теореми про ізоморфізми
Теореми про ізоморфізми — це три теореми в абстрактній алгебрі, що описують зв'язок між гомоморфізмами, фактор-множинами і під-об'єктами.
Існують версії цих теорем для груп, кілець, модулів, векторних просторів, алгебр Лі та інших алгебраїчних структур. В універсальній алгебрі ці теореми узагальнюються через алгебри довільної сигнатури і конгруенції.

## Групи

### Перша теорема
Якщо {\displaystyle \varphi \colon G\to H} гомоморфізм груп, тоді:
1. Ядро {\displaystyle \varphi } є нормальною підгрупою в {\displaystyle G};
2. Образ {\displaystyle \varphi } є підгрупою в {\displaystyle H};
3. Образ {\displaystyle \varphi } є ізоморфним до фактор-групи {\displaystyle ^{G}\!{\big /}\!_{\ker \varphi }}.

### Друга теорема
Якщо {\displaystyle G} — група, {\displaystyle S} — підгрупа в {\displaystyle G}, {\displaystyle N} — нормальна підгрупа в {\displaystyle G}, тоді:
1. Добуток {\displaystyle SN} є підгрупою в {\displaystyle G};
2. Перетин {\displaystyle S\cap N} є нормальною підгрупою в {\displaystyle S};
3. Фактор-групи {\displaystyle (SN)/N} та {\displaystyle S/(S\cap N)} є ізоморфними.

### Третя теорема
Якщо {\displaystyle G} — група, {\displaystyle N}, {\displaystyle K} — нормальні підгрупи в {\displaystyle G}, такі що {\displaystyle K\subseteq N}, тоді:
1. {\displaystyle ^{N}\!{\big /}\!_{K}} є нормальною підгрупою в {\displaystyle ^{G}\!{\big /}\!_{K}};
2. Фактор-група {\displaystyle ^{^{G}\!{\big /}\!_{K}}\!{\Big /}\!_{^{N}\!{\big /}\!_{K}}} ізоморфна до {\displaystyle ^{G}\!{\big /}\!_{N}}.

## Кільця
Зміст теорем для кілець є подібним, але поняття нормальної підгрупи замінюється на ідеалом кільця.

### Перша теорема
Якщо {\displaystyle \varphi \colon R\to S} гомоморфізм кілець, тоді:
1. Ядро {\displaystyle \varphi } є ідеалом в {\displaystyle R};
2. Образ {\displaystyle \varphi } є підкільцем в {\displaystyle S};
3. Образ {\displaystyle \varphi } є ізоморфним до фактор-кільця {\displaystyle ^{R}\!{\big /}\!_{\ker \varphi }}.

### Друга теорема
Якщо {\displaystyle R} — кільце, {\displaystyle S} — підкільце в {\displaystyle R}, {\displaystyle I} — ідеал в {\displaystyle R}, тоді:
1. Сума {\displaystyle S+I} є підкільцем в {\displaystyle R};
2. Перетин {\displaystyle S\cap I} є ідеалом в {\displaystyle R};
3. Фактор-кільця {\displaystyle ^{(S+I)}\!{\big /}\!_{I}} та {\displaystyle ^{S}\!{\big /}\!_{(S\cap I)}} є ізоморфними.

### Третя теорема
Якщо {\displaystyle R} — кільце, {\displaystyle A}, {\displaystyle B} — ідеали {\displaystyle R}, такі що {\displaystyle B\subseteq A}, тоді:
1. {\displaystyle ^{A}\!{\big /}\!_{B}} є ідеалом в {\displaystyle ^{R}\!{\big /}\!_{B}};
2. Фактор-кільце {\displaystyle ^{^{R}\!{\big /}\!_{B}}\!{\Big /}\!_{^{A}\!{\big /}\!_{B}}} ізоморфно до {\displaystyle ^{R}\!{\big /}\!_{A}}.

## Модулі
Теореми про ізоморфізм для векторних просторів та абелевих груп є частковим випадком теорем для модулів. Для векторних просторів детальніше див. Ядро та образ лінійного оператора.

### Перша теорема
Якщо {\displaystyle \varphi \colon M\to N} гомоморфізм модулів, тоді:
1. Ядро {\displaystyle \varphi } є підмодулем в {\displaystyle M};
2. Образ {\displaystyle \varphi } є підмодулем в {\displaystyle N};
3. Образ {\displaystyle \varphi } є ізоморфним до фактор-модуля {\displaystyle ^{M}\!{\big /}\!_{\ker \varphi }}.

### Друга теорема
Якщо {\displaystyle M} — модуль, {\displaystyle S}, {\displaystyle T} — підмодулі в {\displaystyle M}, тоді:
1. Сума {\displaystyle S+T} є підмодулем в {\displaystyle M};
2. Перетин {\displaystyle S\cap T} є підмодулем в {\displaystyle M};
3. Фактор-модулі {\displaystyle ^{(S+T)}\!{\big /}\!_{T}} та {\displaystyle ^{S}\!{\big /}\!_{(S\cap T)}} є ізоморфними.

### Третя теорема
Якщо {\displaystyle M} — модуль, {\displaystyle S}, {\displaystyle T} — підмодулі в {\displaystyle M}, такі що {\displaystyle T\subseteq S}, тоді:
1. {\displaystyle ^{S}\!{\big /}\!_{T}} є підмодулем в {\displaystyle ^{M}\!{\big /}\!_{T}};
2. Фактор-множина {\displaystyle ^{^{M}\!{\big /}\!_{T}}\!{\Big /}\!_{^{S}\!{\big /}\!_{T}}} ізоморфна до {\displaystyle ^{M}\!{\big /}\!_{S}}.